# Reinhold Guleke
Reinhold Ludwig Ernst Guleke (né le 12 mai 1834 à Mazsalaca - mort le 6 juillet 1927 à Iéna) est un architecte germano-balte dont la carrière s'est déroulée en Estonie.

## Biographie

### Études
Reinhold Guleke fréquente l'école cathédrale et le lycée de Riga. Du semestre d'été 1855 au semestre d'hiver 1857-1858, il étudie la zoologie et la chimie à l'Université de Tartu.
Du semestre d'été 1858 au semestre d'été 1859, il étudie le génie mécanique à l'École centrale des arts et manufactures de Paris et du semestre d'hiver 1959 au semestre d'été 1861 à l'École polytechnique de Karlsruhe. 
À l'automne 1861, il obtient son diplôme d'ingénieur

### Carrière
De 1862 à 1864, il est ingénieur et directeur de la papeterie de Līgatne. En 1865 et 1866, il est premier secrétaire de la Société allemande de la ville de New York. 
De retour en Europe, de 1867 à 1869, il est chargé du tracé des lignes de chemin de fer en Livonie. Après avoir travaillé comme ingénieur à Berlin de 1870 à 1871, il est directeur de la papeterie Hohenkrug de 1872 à 1874. En 1875, il est nommé maître d'œuvre de la ville de Pärnu. En 1881, il est nommé architecte universitaire et chargé de cours en architecture à l'Université de Tartu. Il occupe ce poste jusqu'en 1906. En même temps, il est architecte de Tartu de 1881 à 1886 et de l'Association hypothécaire de Livonie de 1886 à 1904. De 1906 jusqu'à sa mort, il est chercheur privé à Berlin, Hambourg et Iéna.

## Ouvrages
Reinhold Guleke conçoit les bâtiments de la corporation Estonia (et) et corporation Livonia (et), qui ont été les premiers bâtiments de Tartu spécialement construits pour l'usage des corporations étudiantes. 
Il conçoit également le nouveau bâtiment d'anatomie de l'Université de Tartu en collaboration avec Rudolf von Bernhard. 
En dehors de Tartu, il conçoit le projet de reconstruction de l'église Andreas d'Äksi (1887–1889), et de l'église Roosa Jakob qui est achevée en 1893.
En tant qu'architecte universitaire, Reinhold  Guleke lance des recherches sur la cathédrale de Tartu. 
Sans procéder à des fouilles archéologiques, il suppose que l'église a été fondée au XIIIe siècle et en rend possible la reconstruction.
Reinhold Guleke est membre de l'association étudiante Baltica-Borussia Danzig.

## Galerie

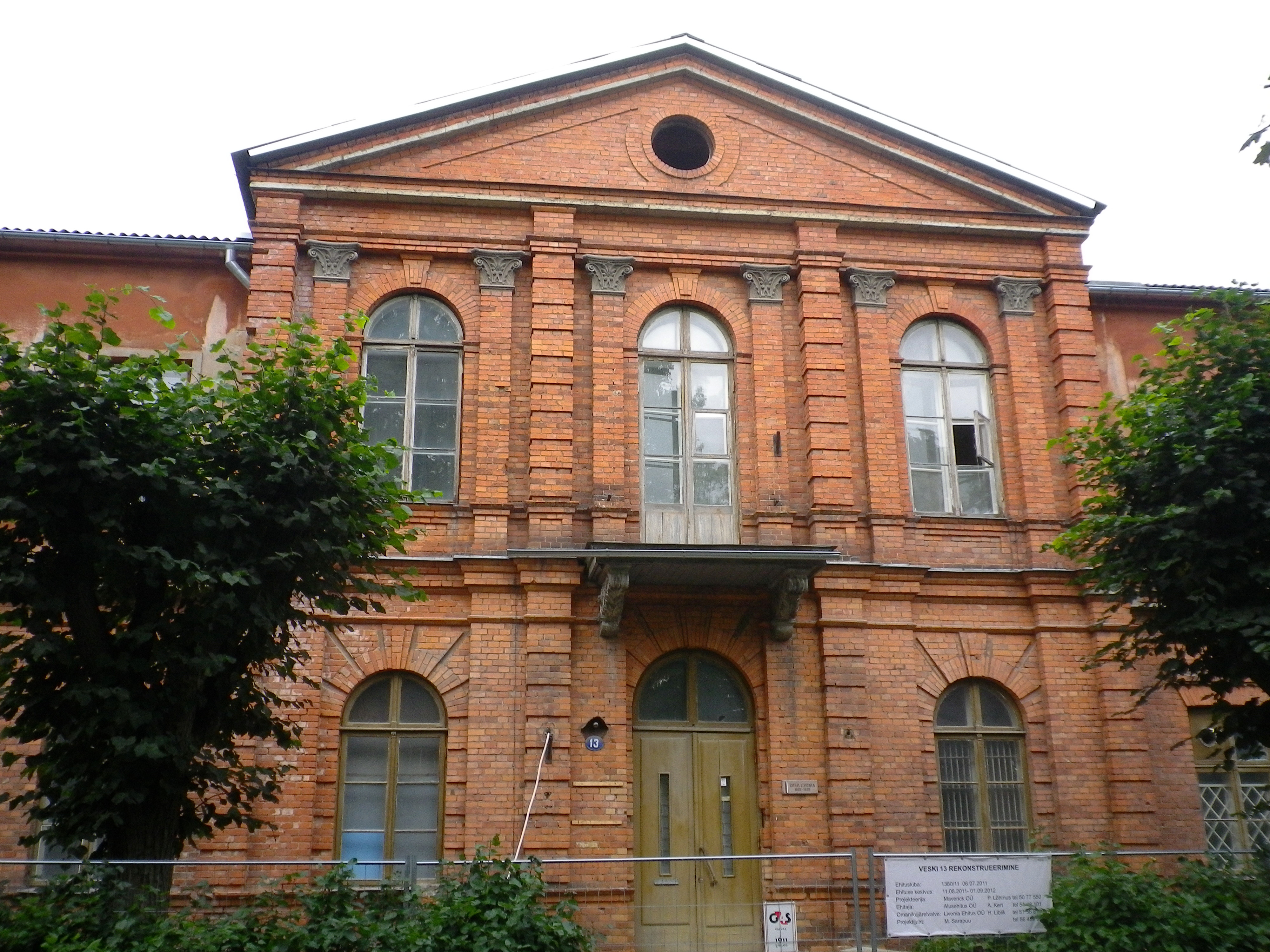
Ancien bâtiment de congrès de la corporation Livonia, Veski tänav 13.
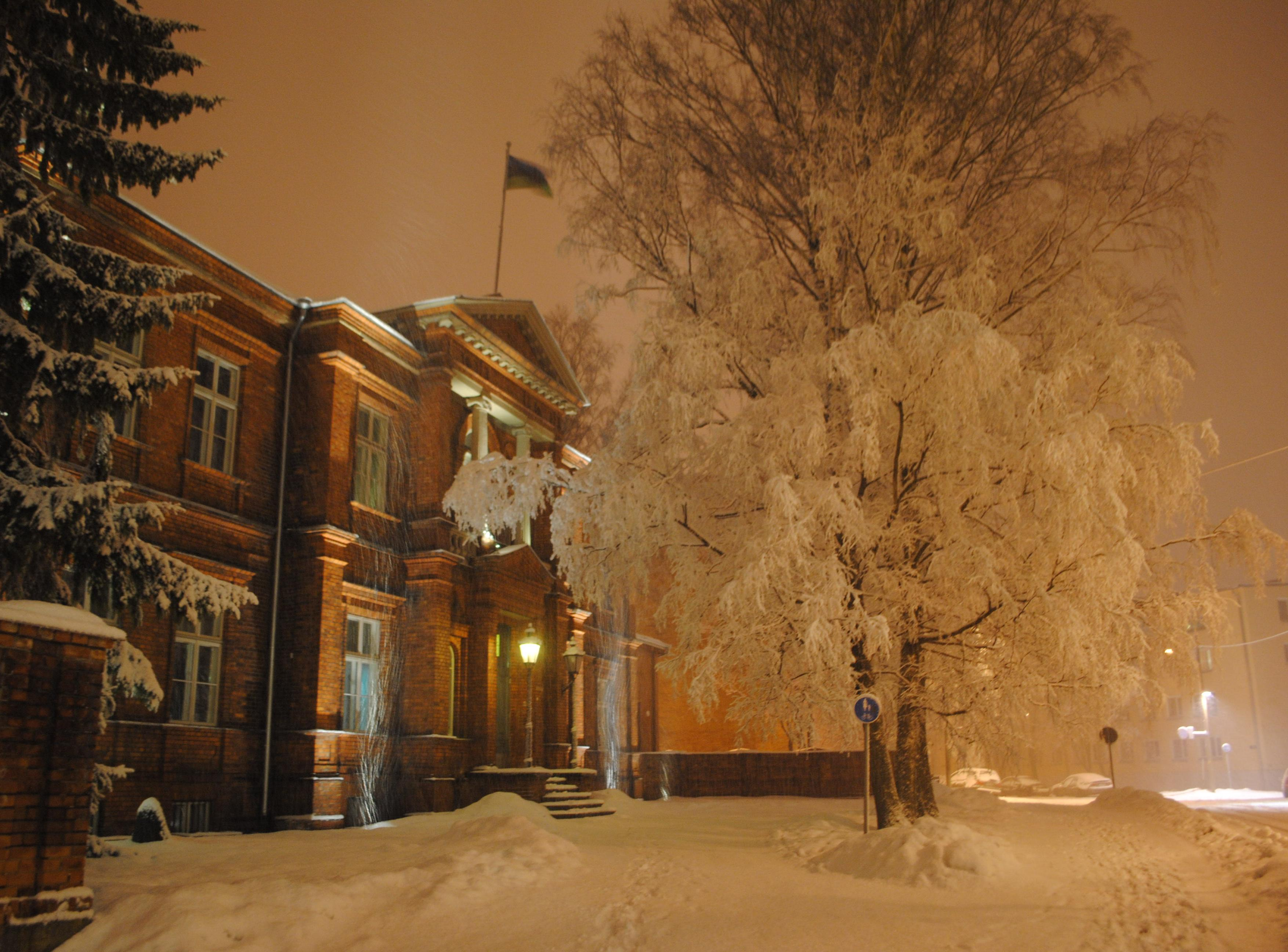
Bâtiment de congrès des corporations Estonia puis Rotalia.
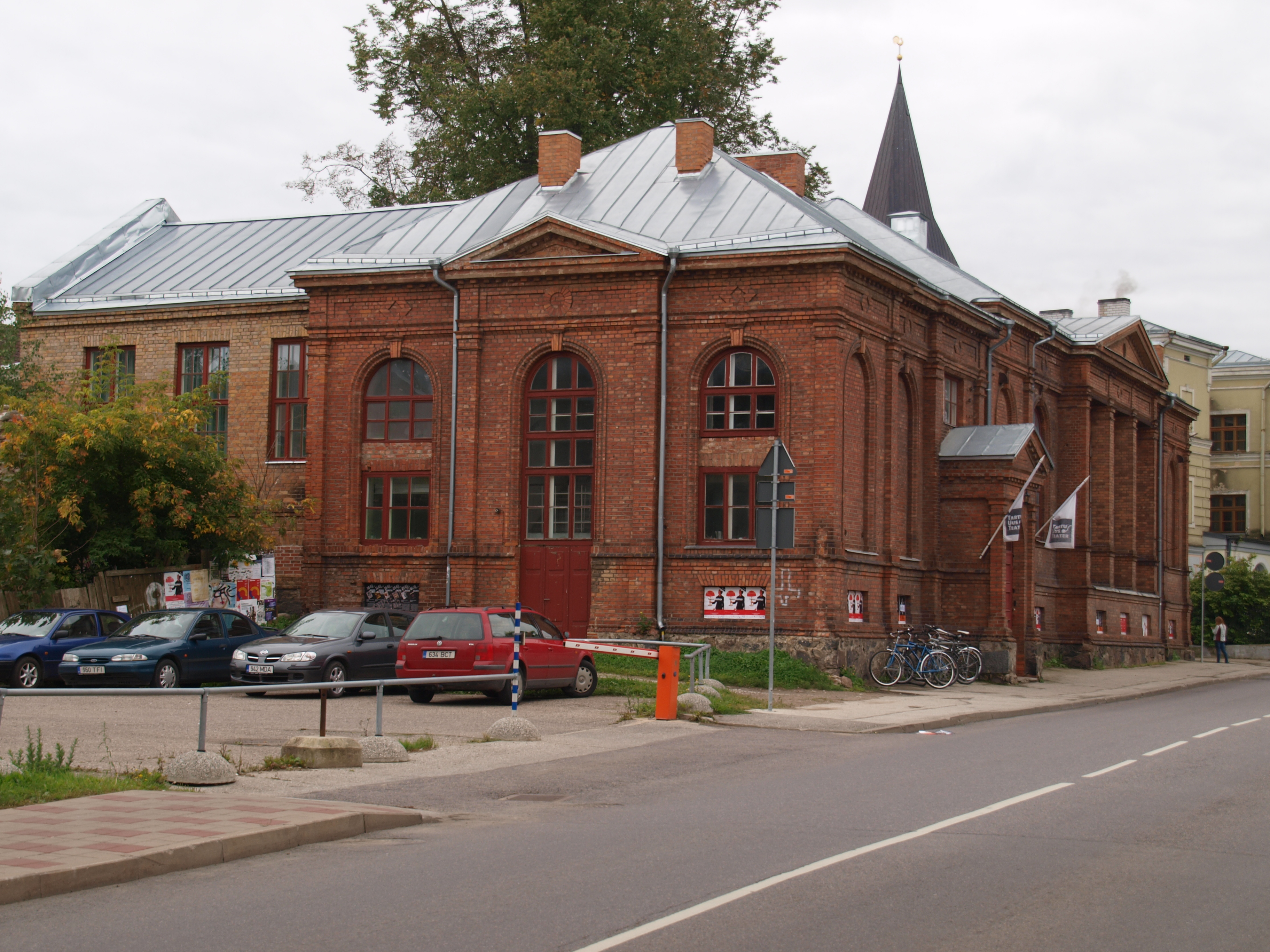
Le premier gymnase spécial d'Estonie, Lai tänav 37
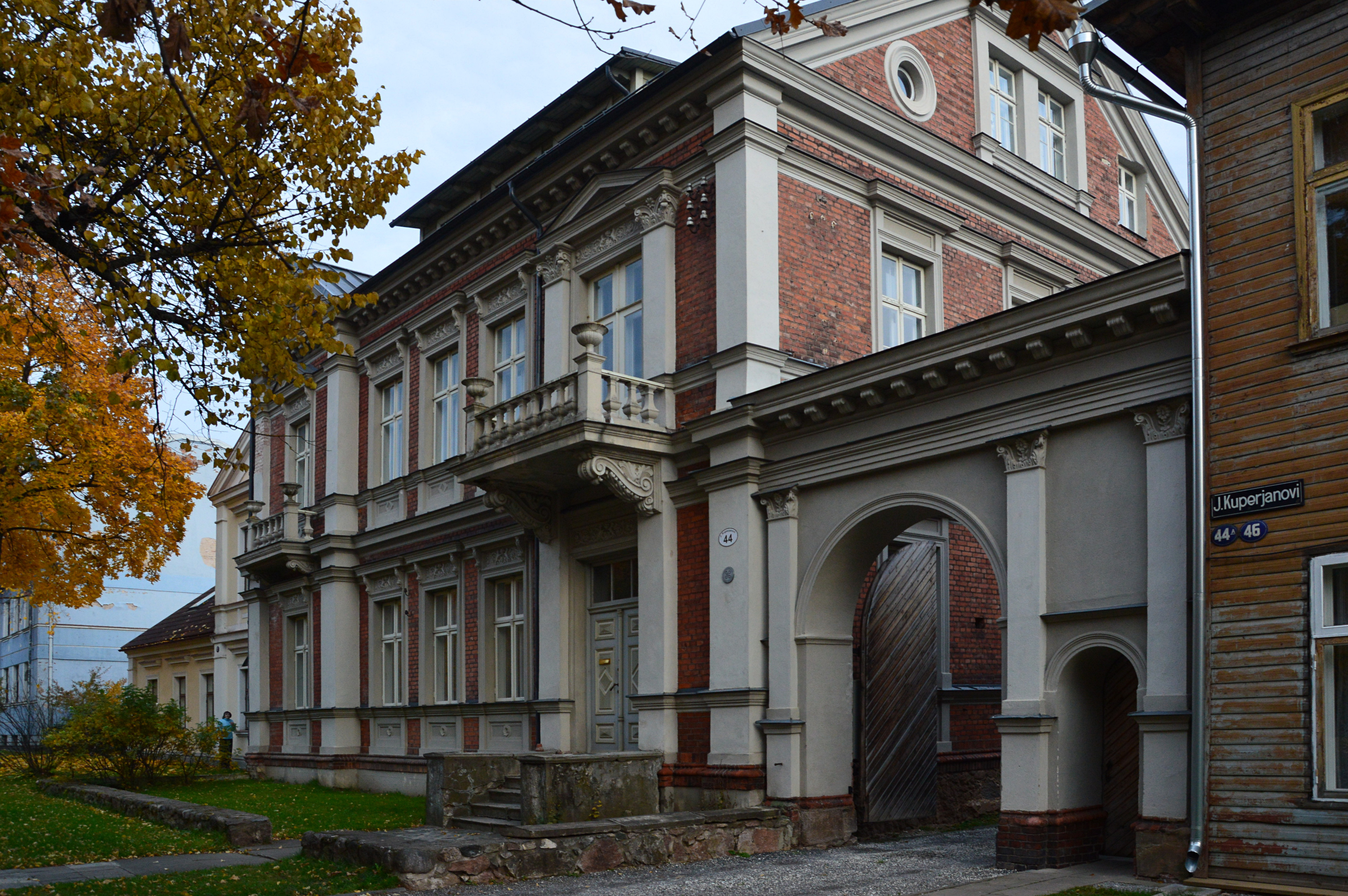
Kuperjanovi 44
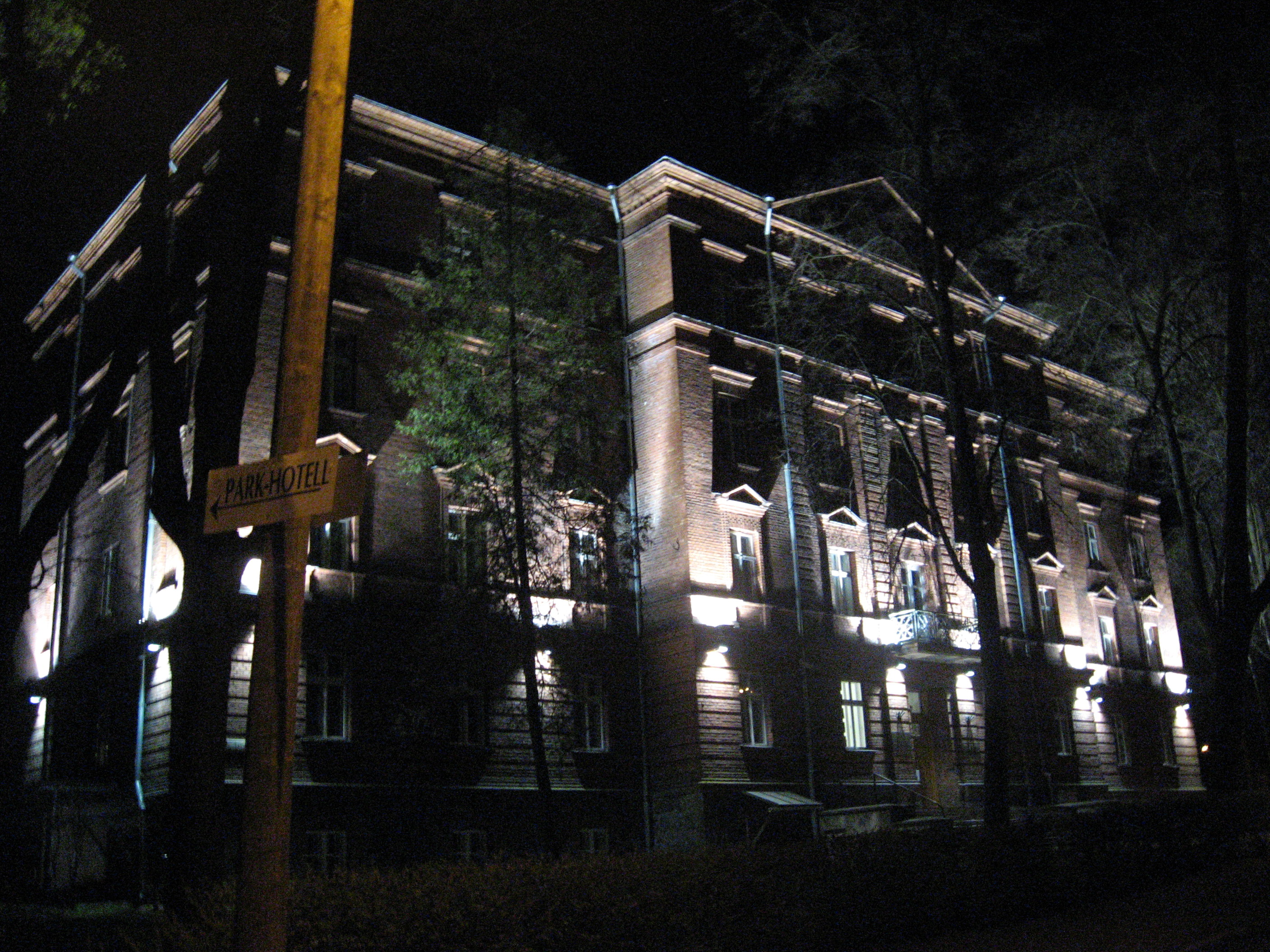
Résidence universitaire, Juhan Liivi 4